# Yo-kai Watch
Yo-kai Watch (妖怪ウォッチ?, Yōkai Wotchi) è una serie di videogiochi di ruolo e franchise sviluppato da Level-5 e iniziato nel 2013 con Yo-kai Watch.
Da essa sono stati tratti sei manga e una serie televisiva anime, prodotta dallo studio Oriental Light and Magic e trasmessa su TV Tokyo dall'8 gennaio 2014 al 30 marzo 2018. In Italia la serie animata è stata trasmessa su Cartoon Network dal 5 aprile 2016 al 31 agosto 2018, dove si è interrotta bruscamente all'episodio 101, in chiaro è stata mandata in onda su Boing dal 12 settembre 2016 mentre il manga è stato pubblicato a partire dal 26 gennaio 2017 da Planet Manga interrompendosi il 25 gennaio 2018 al decimo numero (corrispondente al quinto originale).

## Trama
Il protagonista è un bambino di nome Nathan, il quale è in possesso di uno speciale orologio che gli permette di vedere gli yo-kai, creature della mitologia giapponese, e intrecciare con questi varie relazioni, in compagnia dell'inseparabile valletto Whisper e del gatto rosso Jibanyan. Nathan, insieme ai suoi amici, durante i diversi giochi della serie, dovrà affrontare una serie di avversità causate da yo-kai con intenzioni malvagie riversate verso il mondo yo-kai, il mondo umano o l'equilibro tra quest'ultimi.

## Personaggi

I protagonisti della serie. In primo piano da sinistra: Komasan, Canom, Jibanyan, Danz e Cammikappa. In secondo piano da destra: Sandro, Katie, Termaiale, Nathan, Whisper e Pier

### Umani
- Nathan "Nate" Adams (Keita Amano): Un ragazzino di 11 anni, il protagonista della serie. Lui è l'unico nella serie televisiva a possedere l'oggetto che dà il nome alla sua saga: lo Yo-kai Watch (nel videogioco anche Katie possiede lo speciale orologio). Questo strano oggetto è un orologio che permette di vedere e di fare amicizia con gli inafferrabili Yo-kai (spiriti della mitologia giapponese a cui nessuno crede più) degli strani esseri che contagiano le persone con il loro umore. Lui però non è solo nei suoi viaggi, infatti è accompagnato da Whisper, il valletto Yo-kai. Esso gli insegna che quando stringe amicizia con uno di loro questi gli regalano la loro medaglia, che tiene con cura nel medaglium, un libro che si porta dappertutto. Le medaglie, se inserite nell'orologio, creano un portale per lo Yo-kai, che può aiutare Nathan a far ragionare un altro Yo-kai, un umano o qualsiasi creatura vivente. Vive a Valdoro con Whisper, Jibanyan e i suoi genitori. Ha anche amici umani, anche se non sono esattamente fedeli: Sandrone, Pier e Katie. Sandrone a volte lo prende in giro, Pier si vanta a volte per la sua ricchezza; Katie è la ragazzina che gli piace, ma, involontariamente, spezza il cuore di Nathan dicendo che è mediocre, ma in Yo-kai Watch 4 si scopre che si sono sposati. È doppiato in giapponese da Haruka Tomatsu e in italiano da Patrizia Mottola.
- Katie Forester (Fumika Kodama): Una bambina di 11 anni, la compagna di Nathan e la co-protagonista femminile della serie. Nel videogioco possiede lo Yo-kai Watch, mentre nella serie televisiva no. È simpatica e gentile ma a causa della sua ingenuità, offende involontariamente Nathan. Lei non lo ricambia ma Nathan è innamorato di lei, anche se a volte lo chiama "Mediocre". È la migliore amica di Nathan e in Yo-kai Watch 4 si scopre che si è sposata con lui. È doppiata in giapponese da Aya Endō e in italiano da Deborah Morese.
- Sandro "Sandrone" Cioni (Gorota Kumashima): Un ragazzino di 11 anni. È il miglior amico di Nathan e Pier. È doppiato in giapponese da Tōru Nara e in italiano da Fabrizio Valezano.
- Pierangelo "Pier" Vincenzi (Kanchi Imada): Un ragazzino di 11 anni con delle cuffie in testa, uno dei migliori amici di Nathan, inoltre è anche molto bravo a scuola e prende voti alti. È doppiato in giapponese da Chie Satō e in italiano da Annalisa Longo.
- Laura Adams: È la madre di Nathan, lei è molto brusca con il figlio nonostante è sicuro che gli voglia bene. È doppiata in giapponese da Ryōko Nagata e in italiano da Renata Bertolas.
- Giulio Adams: È il padre di Nathan. Lui è molto occupato per il suo lavoro; nel primo episodio viene incantato da Negatina e litiga con sua moglie, ma poi grazie allo Yo-kai Felicio fanno pace. È doppiato in giapponese da Tōru Nara e in italiano da Massimo Di Benedetto.
- Professor Gianni Florio: È il professore di Nathan, Katie, Sandrone e Pier. È doppiato in giapponese da Kazehiro Fusegawa e in italiano da Alessandro Zurla.
- Nathaniel Adams (Keizō Amano): È il nonno paterno di Nathan, che incontra nel passato durante gli eventi di Yo-kai Watch 2 e del primo film. È il creatore dello Yo-kai Watch così da permettere agli esseri umani ed altri Yo-kai di comunicare.
- Lizzy Loo Adams (Yukiko "Yukippe" Amano): È la nonna paterna di Nathan.
- Rebecca Forester: È la madre di Katie.
- Giacomo Forester: È il padre di Katie.
- Amy: È una studentessa delle scuole superiori ed è la padrona di Ross (il nome di Jibanyan che, prima di diventare uno Yo-kai, era un gatto) ed anche la sua migliore amica. Lei voleva molto bene a Ross, ma quando lui venne investito da un camion e diventò uno Yo-kai, lui si convinse che lei lo avesse chiamato "stupido gatto", però Jibanyan in seguito scopre che Amy in realtà stava piangendo proprio perché Ross si sacrificò per salvare la sua Amy, che era la persona che lo amava di più. Lo aveva chiamato stupido perché avrebbe voluto salvare lui e morire al posto suo.
- Lucio Ferro: È un compagno di Nathan, Katie, Sandrone e Pier. È un bambino misterioso, freddo e timido. Compare nel primo videogioco insieme a Nathan o Katie per entrare nel mondo degli Yo-kai. Poi viene rivelato che lui deve essere l'erede, cioè il figlio di Enma il Grande (in poche parole il re degli Yo-kai). Oltre a ciò possiede appunto la chiave che permette di entrare nel mondo degli Yo-kai, dove alloggia il Boss finale: Tentaculus Poliministro. Compare anche nella serie anche se però non parla.

### Yo-kai
- Whisper: Tribù: Sfuggenti. È uno yo-kai che è stato liberato da Nathan nel primo episodio, da allora vive con lui in casa sua e lo serve come valletto. Whisper si vanta di sapere tutto sugli yo-kai, ma in realtà non sa niente e tenta ingenuamente di nasconderlo. Tutte le informazioni che conosce provengono dallo Yo-kai pad. È doppiato in giapponese in Tomokazu Seki e in italiano da Mattia Bressan.
- Jibanyan: Tribù: Splendidi. È Uno Yo-kai gatto. Vive con Nathan a casa sua, molto a scrocco, mangia i suoi dolci senza permesso e la madre sgrida Nathan. È pigro, lento e scroccone. Lui prima di diventare uno Yo-kai era un vero gatto che era il miglior amico di Amy e a quei tempi lo chiamavano Ross (in Giappone Rudy), fin quando per salvare Amy venne ucciso, investito da un camion e lei disse esattamente questo «Stupido gatto», cosa strana siccome nel videogioco disse «Ah, è morto davvero in un modo patetico!». Lui ama le "gattine" un gruppo di cantanti. Ogni volta che dice la N dice invece gny o ny (la pronuncia che c'è in "Ogny", in "Sardegnya) oppure direttamente dice la Ñ, invece nel videogioco aggiunge il prefisso Mia- all'inizio di qualche parola (per esempio: "Sono Mia-simpatico"). La sua mossa speciale è la "furia zampettante". Il suo obiettivo è quello di "sconfiggere" i camion per vendicarsi della sua morte. È doppiato in giapponese da Etsuko Kozakura e in italiano da Renato Novara.
- Shogunyan: Tribù: Audaci. È uno yo-kai leggendario nonché antenato di Jibanyan, ma con il pelo azzurro e con indosso un'armatura da samurai. Shogunyan, così come gli antichi samurai, combatte usando una katana molto affilata. È doppiato in giapponese da Etsuko Kozakura e in italiano da Alessandro Zurla.
- Komasan: Tribù: Splendidi. È un Komainu, ovvero un incrocio tra un cane ed un leone, ha il manto bianco e delle fiammelle blu che fungono da sopracciglia. È vissuto in campagna, ma in seguito si trasferisce insieme al fratellino Komajiro in città. È il protagonista di alcuni episodi incentrati sulla sua storia. È doppiato in giapponese da Aya Endō e in italiano da Federica Valenti.
- Komajiro: Tribù: Splendidi. È una tigre e il fratello minore di Komasan, ma con il manto giallo e le fiammelle marroni. Nutre molta ammirazione per il suo fratellone. È doppiato in giapponese da Aya Endō e in italiano da Monica Bonetto (ep. 1-37) e Cinzia Massironi (ep 38-214).
- Hovernyan: Tribù: Audaci. È il migliore amico di Nathaniel nel passato. Un gatto Yo-kai che indossa la cintura di un eroe per trasformarsi e un mantello. Tra i vari membri della stessa famiglia nyan, è l'unico ad avere le orecchie complete.
- Leofuoco: Tribù: Audaci. È un leone con una criniera che arde; è in grado di infiammare lo spirito combattivo delle persone. Le uniche parole che dice sono "brucio, brucio!". È doppiato in giapponese da Yuko Sasamoto e in italiano da Massimo Di Benedetto.
- Malandro: Tribù: Tosti. È un rettile con un grosso ciuffo arancione in testa. Tende ad essere prepotente, questa sua caratteristica combacia con la sua abilità di trasformare il più obbidiente dei bambini in un vero delinquente. È doppiato in giapponese da Naoki Bandō e in italiano da Massimo Di Benedetto.
- Malonyan: Tribù: Splendidi. È Jibanyan trasformato in delinquente sotto l'influenza di Malandro, facendo diventare il suo pelo di colore viola e le sue fiammelle sulla coda di colore verdi, con un ciuffo nero simile a Malandro con indosso una tuta da motociclista e degli occhiali appuntiti.
- Danz, Banz e Tanz (Wakame-kun, Konbu-san e Mekabu-chan): Tribù: Generosi. Sono simili ad alghe e hanno il potere di far ballare la gente. La frase che ripetono sempre con entusiasmo è "dai balliamo, nella danza i campioni siamo!" (sono tre yo-kai distinti).
- Cammikappa: Tribù: Splendidi. È un kappa blu con indosso una boccetta per l'acqua. La sua abilita principale è ovviamente nuotare. È doppiato in giapponese da Masahito Yabe e in italiano da Luca Bottale.
- Rivela: Tribù: Misteriosi. Ha l'aspetto di un'anziana signora di dimensioni ridotte con braccia lunghe 2 volte la sua altezza. Quando si aggrappa alle persone gli fa dire senza volerlo ciò che pensano. Le uniche parole che dice sono "dimmi, dimmi!". È doppiata in giapponese da Chie Satō e in italiano da Renata Bertolas.
- Negatina: Tribù: Spaventatutti. È un blob viola con un fermacapelli in testa. Ha il potere di trasmettere alle persone pensieri negativi, infatti la sua personalità è infelice e negativa. È moglie di Felicio e finisce le sue frasi con la parola "tensione". È doppiata in giapponese da Ryōko Nagata e in italiano da Federica Valenti.
- Felicio: Tribù: Generosi. È simile ad una nuvola gialla con cappelli e baffi verdi, con un sorriso perenne in faccia. Al contrario della moglie Negatina è in grado di trasmettere pensieri felici e positivi, cosa che combacia con la sua personalità allegra. È doppiato in giapponese da Masahito Yabe e in italian da Graziano Galoforo.
- Nonno fame: Tribù: Generosi. È un uomo anziano con i baffi bianchi, una testa a punta e indossa un kimono grigio. Ha il potere di far venire appetito alla gente. È doppiato in giapponese da Tadashi Miyazawa e in italiano da Riccardo Rovatti.
- Dimenticap: Tribù: Misteriosi. È un cappello di colore verde con una bocca grande piena di denti e delle antenne che fungono da occhi a spirale. Si ciba dei ricordi della gente mordendogli la testa causandogli così una perdita di memoria. È doppiato in giapponese da Naoki Bandō e in italiano da Luca Bottale.
- Incontifante: Tribù: Tosti. È un piccolo elefante con dei bottoni al posto degli occhi, con indosso un kimono arancione. Quando fa fuoriuscire dell'acqua dalla sua proboscide provoca problemi di incontinenza.
- Dentrostrello: Tribù: Oscuri. È un pipistrello che ha l'abilità di rendere le persone depresse al tal punto che non escono di casa. Vive nell'armadio di Nathan. È doppiata in giapponese da Ryōko Nagata e in italiano da Elda Olivieri.
- Robonyan: Tribù: Tosti. Afferma di essere Jibanyan proveniente dal futuro, si è trasformato in un robot per diventare un essere perfetto. Robonyan per certi versi è la versione migliorata di Jibanyan: È un robot ecologico, si può trasformare in molte cose, può produrre barrette al suo interno e molto altro. La sua mossa è il "pugno bolide", che lancia i suoi pugni come 2 razzi a velocità impressionante.
- Nono-no: Tribù: Tosti. È un muro parlante con indosso dei sandali. Le persone che vengono incantate da lui sono costrette a negare tutto ciò che gli viene detto o domandato, rispondendo con un "Nono-no", che è l'unica frase che sa dire. Viene sgridato furiosamente da Nathan che non lo fece diventare amico di nessun Yo-kai.
- Canom: Tribù: Spaventatutti. È un cane dal volto umano e a differenza degli altri Yo-kai è visibile ad occhio nudo. Finisce sempre per essere arrestato dagli stessi poliziotti che lo chiamano fenomeno da baraccone.
- Barbonbel: Tribù: Spaventatutti. È un barboncino bipede, bianco con ciuffo e coda rosa, dal volto umano. È molto attraente e ha il potere di rendere affascinanti anche le persone che subiscono la sua aura. È diventato yo-kai dopo essere stato schiacciato da alcune travi assieme ad un barboncino che era nei paraggi, poco tempo dopo essere stato cacciato dal posto di lavoro per la sua eccessiva bellezza. È uno yo-kai leggendario.
- Pina e Gina: Mostri yo-kai. Sono gli Yo-kai malvagi nonché le padrone del Tempo mandate da un altro misterioso Yo-kai Decadama. Sono tra i principali antagonisti della serie e hanno la capacità di controllare il tempo, finora sono comparse nell'episodio 25, dove incontrano Jibanyan e lo mandano indietro nel passato per dargli una seconda possibilità per avere in salvo la vita al posto di Amy. Tuttavia lo Yo-kai rifiuta ed in seguito le due falliscono nell'adempimento del loro piano diabolico venendo sconfitte. Pina è doppiata rispettivamente in giapponese da Vanilla Yamazaki e in italiano da Renata Bertolas mentre Gina è doppiata in giapponese da Mika Kanai e in italiano da Cinzia Massironi.
- Enma il Grande: Tribù: Enma. È il Signore degli Yo-Kai, lui è molto serio, riservato e silenzioso. Compare nel secondo film.
- Velenotto: Tribù: Sfuggenti. È uno Yo-Kai simile ad un ragazzo vestito in stile giapponese antico con una sciarpa con due teste di serpenti. Nell'anime parla spesso con Jibanyan perché intenzionato a trovare Felimonio, malvagio Yo-Kai che, a detta di Velenotto, avrebbe portato via tutto ciò a cui teneva. Ha un ruolo di maggior importanza nel primo Yo-kai Watch, nonostante compaia come personaggio importante anche nei giochi successivi (in Yo-kai Watch 2, per esempio, è il braccio destro di Arachnus, generale degli Spiritossi).
- Kyubi: Tribù: Misteriosi. È una volpe comparsa nel episodio 18. È molto vanitosa. Nathan diventerà suo amico nell'episodio 31. È doppiata in italiano da Cinzia Massironi.
- Regis: Tribù: Misteriosi. Uno yo-kai umanoide, che compare nel episodio 31. È molto eccentrico. Userà Nathan, Whisper, Jibanyan, Komasan e Kyubi per fare un film.
- Usapyon: Tribù: Oscuri. È un coniglio con una tuta spaziale. In Yo-kai watch 3, venuto dagli USA per incontrare il maestro degli yo-kai in Giappone (Nathan), incontra invece Luna, dato che Nathan si era appena trasferito in America.

## Videogiochi
| Videogioco                                                           | Anno d'uscita (JP) | Anno d'uscita (IT)     |
| Serie principale                                                     | Serie principale   | Serie principale       |
| -------------------------------------------------------------------- | ------------------ | ---------------------- |
| Yo-kai Watch                                                         | 2013               | 2016                   |
| Yo-kai Watch 2: Spiritossi/Polpanime                                 | 2014               | 2017                   |
| Yo-kai Watch 2: Psicospettri                                         | 2014               | 2017                   |
| Yo-kai Watch 3 (Sushi/Tempura/Sukiyaki)                              | 2016               | 2018                   |
| Yo-kai Watch 4                                                       | 2019               | TBA                    |
| Seconda serie                                                        |                    |                        |
| Holy Horror Mansion                                                  | TBA                | TBA                    |
| Spin-off                                                             |                    |                        |
| Yo-kai Taiso Dai-ichi Puzzle da Nyan                                 | 2013               | TBA                    |
| Yo-kai Watch: Tomodachi UkiUkipedia                                  | 2014               | TBA                    |
| Yo-kai Watch Blasters: Cricca dei gatti rossi/Banda dei cani pallidi | 2015               | 2018                   |
| Yo-kai Watch: Wibble Wobble                                          | 2015               | 2017 (chiuso nel 2018) |
| Yo-kai Watch Busters: Iron Oni Force                                 | 2015               | TBA                    |
| Yo-kai Sangokushi                                                    | 2015               | TBA                    |
| Yo-Kai Watch Land                                                    | TBA                | 2016 (chiuso nel 2018) |
| Yo-kai Watch Busters 2: Secret of the Legendary Treasure Bambalaya   | 2017               | TBA                    |
| Yo-kai Daijiten                                                      | 2017               | TBA                    |
| Yo-kai Sangokushi: Kunitori Wars                                     | 2018               | TBA                    |
| Yo-Kai Watch World                                                   | 2018               | TBA                    |
| Yo-kai Watch: Medal Wars                                             | 2019               | TBA                    |
| Yo-kai Watch Jam: Yo-kai Academy Y – Waiwai Gakuen Seikatsu          | 2020               | TBA                    |
| Altri                                                                |                    |                        |
| Yo-kai Watch Dance: Just Dance Special Version                       | 2015               | TBA                    |

## Media

### Manga
Sono stati creati sei adattamenti manga pubblicati dalla Shogakukan. Una serie realizzata da Noriyuki Konishi è stata serializzata sulla rivista CoroCoro Comic dal 15 dicembre 2012 al 15 dicembre 2022 per poi proseguire su CoroCoro Ichiban! e Bessatsu CoroCoro Comic a partire da gennaio 2023, mentre in Italia è stata edita dalla Planet Manga dal 26 gennaio 2017 nella collana Manga Monster in un formato diverso da quello originale, dove ogni volume giapponese fu scisso in altri due, tuttavia la pubblicazione è stata interrotta al decimo numero (corrispondente al quinto originale) uscito il 25 gennaio 2018.
Successivamente sono stati prodotti un manga shōjo scritto da Chikako Mori ed intitolato Yo-kai Watch: Exciting Nyanderful Days (妖怪ウォッチ～わくわく☆にゃんだふるデイズ～?, Yōkai Wotchi ~Wakuwaku Nyandafuru Deizu~) che ha iniziato la pubblicazione sul magazine Ciao a partire dal 27 dicembre 2013 e una serie yonkoma di Coconas Rumba, 4-koma Yo-kai Watch: Geragera manga gekijō (4コマ妖怪ウォッチ ゲラゲラマンガ劇場?, Yonkoma Yōkai Wotchi Geragera manga gekijō), che è stata serializzata sulla rivista CoroCoro Comic Special dal 30 agosto 2014 al 30 giugno 2018.
Un altro manga di genere yonkoma, intitolato Yo-kai Watch 4-Panel Pun Club (妖怪ウォッチ 4コマだじゃれクラブ?, Yōkai Wotchi Yonkoma Dajare Kurabu) e scritto da Santa Harukaze, è edito su CoroCoro Ichiban! dall'aprile 2015. Una serie intitolata Komasan 〜Hanabi to kiseki no jikan〜 (コマさん 〜ハナビとキセキの時間〜?) è stata pubblicata su Big Comic Spirits dal 10 aprile al 10 settembre 2025. Un'altra serie intitolata Yo-kai Watch Busters (妖怪ウォッチバスターズ?, Yōkai Wotchi Basutāzu) di Atsushi Ohba è pubblicata sempre su CoroCoro Comic dal 12 maggio al 29 agosto 2015.

#### Volumi
| Yo-kai Watch (23+ volumi)                             |                   |                        |                                  |
| 1                                                     | 28 giugno 2013    | ISBN 978-4-09-141655-1 | 26 gennaio 2017 16 febbraio 2017 |
| 2                                                     | 27 dicembre 2013  | ISBN 978-4-09-140018-5 | 23 marzo 2017 27 aprile 2017     |
| 3                                                     | 25 marzo 2014     | ISBN 978-4-09-141709-1 | 25 maggio 2017 29 giugno 2017    |
| 4                                                     | 25 luglio 2014    | ISBN 978-4-09-141793-0 | 27 luglio 2017 28 settembre 2017 |
| 5                                                     | 28 ottobre 2014   | ISBN 978-4-09-141817-3 | 23 novembre 2017 25 gennaio 2018 |
| 6                                                     | 27 febbraio 2015  | ISBN 978-4-09-141876-0 | —                                |
| 7                                                     | 26 giugno 2015    | ISBN 978-4-09-142006-0 | —                                |
| 8                                                     | 28 settembre 2015 | ISBN 978-4-09-142102-9 | —                                |
| 9                                                     | 26 febbraio 2016  | ISBN 978-4-09-142119-7 | —                                |
| 10                                                    | 24 giugno 2016    | ISBN 978-4-09-142175-3 | —                                |
| 11                                                    | 5 agosto 2016     | ISBN 978-4-09-159232-3 | —                                |
| 12                                                    | 28 aprile 2017    | ISBN 978-4-09-142389-4 | —                                |
| 13                                                    | 28 settembre 2017 | ISBN 978-4-09-142530-0 | —                                |
| 14                                                    | 28 novembre 2017  | ISBN 978-4-09-142637-6 | —                                |
| 15                                                    | 28 maggio 2018    | ISBN 978-4-09-142710-6 | —                                |
| 16                                                    | 26 luglio 2019    | ISBN 978-4-09-143046-5 | —                                |
| 17                                                    | 28 ottobre 2019   | ISBN 978-4-09-143109-7 | —                                |
| 18                                                    | 28 luglio 2020    | ISBN 978-4-09-143209-4 | —                                |
| 19                                                    | 27 agosto 2021    | ISBN 978-4-09-143339-8 | —                                |
| 20                                                    | 27 dicembre 2021  | ISBN 978-4-09-143367-1 | —                                |
| 21                                                    | 27 aprile 2022    | ISBN 978-4-09-143390-9 | —                                |
| 22                                                    | 27 dicembre 2022  | ISBN 978-4-09-143575-0 | —                                |
| 23                                                    | 26 maggio 2023    | ISBN 978-4-09-143615-3 | —                                |
| Yo-kai Watch: Exciting Nyanderful Days (3 volumi)     |                   |                        |                                  |
| 1                                                     | 25 dicembre 2014  | ISBN 978-4-09-136714-3 | —                                |
| 2                                                     | 30 ottobre 2015   | ISBN 978-4-09-137888-0 | —                                |
| 3                                                     | 22 luglio 2016    | ISBN 978-4-09-138609-0 | —                                |
| Yo-kai Watch: 4-Panel Pun-Club (4+ volumi)            |                   |                        |                                  |
| 1                                                     | 18 giugno 2015    | ISBN 978-4-09-281232-1 | —                                |
| 2                                                     | 28 gennaio 2016   | ISBN 978-4-09-281233-8 | —                                |
| 3                                                     | 30 novembre 2016  | ISBN 978-4-09-281234-5 | —                                |
| 4                                                     | 6 dicembre 2017   | ISBN 978-4-09-281237-6 | —                                |
| Yo-kai Watch Busters (1 volume)                       |                   |                        |                                  |
| 1                                                     | 28 settembre 2015 | ISBN 978-4-09-142100-5 | —                                |
| 4-koma Yo-kai Watch: Geragera Manga Gekijō (3 volumi) |                   |                        |                                  |
| 1                                                     | 28 ottobre 2015   | ISBN 978-4-09-142105-0 | —                                |
| 2                                                     | 28 novembre 2016  | ISBN 978-4-09-142233-0 | —                                |
| 3                                                     | 27 luglio 2018    | ISBN 978-4-09-142794-6 | —                                |
| Komasan 〜Hanabi to kiseki no jikan〜 (2 volumi)      |                   |                        |                                  |
| 1                                                     | 11 dicembre 2015  | ISBN 978-4-09-187427-6 | —                                |
| 2                                                     | 12 dicembre 2016  | ISBN 978-4-09-189330-7 | —                                |

### Anime

Il logo della serie animata

Una serie televisiva anime basata sull'omonima saga di videogiochi è stata prodotta dallo studio d'animazione Oriental Light and Magic e trasmessa in Giappone sul canale TX Network dall'8 gennaio 2014 al 3 luglio 2015. Nel corso della trasmissione si sono susseguite diverse sigle. In ordine quelle di apertura sono: Geragerapō no uta (ゲラゲラポーのうた?) (ep. 1-36 e 51), Hatsukoitōge de Geragerapō (初恋峠でゲラゲラポー?) (ep. 38-46, 48-50 e 53-61), Matsuribayashi de Geragerapō (祭り囃子でゲラゲラポー?) (ep. 37-45 e 52-62) e Gerappo Dance Train (ゲラッポ・ダンストレイン?, Gerappo Dansu Torein) (ep. 63-76); tutti i brani sono cantati da King Cream Soda. Invece in chiusura sono stati impiegati: Yo-kai taisō dai-ichi (ようかい体操第一?, Yōkai taisō dai-ichi) delle Dream5 (ep. 1-24), Dan Dan Doobie Zubah! (ダン・ダン ドゥビ・ズバー!?, Dan Dan Dubi Zubā!) di Sergente Kuadro e delle Dream5 (ep. 25-47, 50), Geragerapō Sōkyoku (ゲラゲラポー走曲?) dei Yo-kai King Dream Soda (King Cream Soda, Dream5, Lucky Ikeda e Sergente Kuadro) (ep. 48-49), Diamond Stars☆ (アイドルはウーニャニャの件?, Aidoru wa Ūnyanya no Ken) delle NyaKB (Haruka Shimazaki, Jurina Matsui, Sakura Miyawaki, Rina Kawaei, Yuria Kizaki, Rena Katō e Mako Kojima) e da Pandanoko (Yuko Sasamoto) (ep. 51-67) e Yo-kai taisō dai-ni (ようかい体操第二?, Yōkai taisō dai-ni) delle Dream5 (ep. 68-76).
Il 7 aprile 2015 Level-5 ha svelato un video promozionale per la seconda stagione dell'anime, la qual è stata trasmessa dal 10 luglio 2015 al 23 dicembre 2016. Quest'ultima presenta un nuovo protagonista chiamato Inaho Misora ed il suo compagno Yo-kai USApyon, inoltre vengono introdotti dei nuovi modelli di Yo-kai Watch chiamati "Yo-kai Watch U" e Yo-kai Watch Dream. Gli episodi che vanno dal numero 77 al 101 presentano i brani Jinsei Dramatic (人生ドラマティック?, Jinsei Doramatikku) di King Cream Soda (apertura) e Uchū Dance! (宇宙ダンス!?, Uchū Dansu!) di Cotori e Stitchbird (Yo-kai Busters: Aka Neko-dan & Shiro Inu-tai) (chiusura). Dal numero 102 al 129 invece sono stati utilizzati Terukuni jinja no kumade (照国神社の熊手?) di King Cream Soda (apertura) e Chikyujin (地球人?) di Cotori e Stitchbird (chiusura). L'ultima coppia di brani, utilizzata per gli episodi 130-150, è You Got a otomodachi (ゆーがらお友達?, Yū Gara otomodachi) di King Cream Soda (apertura) e Furusato Japon (ふるさとジャポン?) delle LinQ (chiusura).
Una terza stagione è stata trasmessa dal 6 gennaio 2017 al 30 marzo 2018. Gli episodi che vanno dal numero 151 al 178 presentano i brani Banzai! Aizenkai! (ばんざい!愛全開!?) di King Cream Soda (apertura) e Treasure (トレジャー?, Torejā) delle LinQ (chiusura). Dal numero 179 al 201 invece sono stati utilizzati Gold... nanchatte! (ゴールド…なんちゃって!?, Gōrudo... nanchatte!) di King Cream Soda (apertura) e Harokuri Dance (ハロ・クリダンス?, HaroKuri Dansu) di Youbekkusu Rengō-gun (chiusura). L'ultima coppia di brani, utilizzata per gli episodi 202-214, è Time Machine wo choudai (タイムマシーンをちょうだい?, Taimu Mashīn o chōdai) di King Cream Soda (apertura) e Aa Jounetsu no banbaraya (ああ情熱のバンバラヤー?) delle LinQ (chiusura).
In seguito al successo dell'anime, sono stati prodotti anche due film d'animazione, Eiga Yo-kai Watch: tanjō no himitsu da nyan! (映画 妖怪ウォッチ 誕生の秘密だニャン！?) uscito il 20 dicembre 2014, Yo-kai Watch: Enma Daiō to Itsutsu no Monogatari da Nyan! (映画 妖怪ウォッチ エンマ大王と5つの物語だニャン！?) uscito il 19 dicembre 2015 e un live action con elementi animati Yo-kai Watch: Soratobu Kujira to Double no Sekai no Daibōken da Nyan! (映画 妖怪ウォッチ 空飛ぶクジラとダブル世界の大冒険だニャン！?) uscito il 17 dicembre 2016. Un quarto film, dal titolo Yo-kai Watch Shadowside: Oni-ō no Fukkatsu (映画 妖怪ウォッチ シャドウサイド 鬼王の復活?), è stato proiettato in patria il 16 dicembre 2017. Un quinto lungometraggio, Yo-kai Watch: Forever Friends (映画 妖怪ウォッチ FOREVER FRIENDS?), è uscito il 14 dicembre 2018. Le cinque pellicole sono al momento inedite in Italia.
L'anime è stato seguito poi da altre quattro serie: Yo Kai Watch Shadowside, un sequel del omonimo film (2018-2019), Yo Kai Watch 2019 (2019) che è il predecessore di Shadowside, Yo Kai Watch 2021 (2021-2023) che è un remake del originale, Y School Heroes (2019-2021) che è in realtà uno spin-off.

#### Adattamento
In Italia la serie animata non è stata acquistata direttamente dal Giappone, ma dal distributore statunitense Viz Media ed è stata trasmessa su Cartoon Network dal 5 aprile 2016 al 31 agosto 2018, dove però si è interrotta bruscamente all'episodio 101, mentre in chiaro su Boing dal 12 settembre 2016. L'anime in Italia ha avuto molto successo, tanto che l'orologio Yo-kai è stato per 23 settimane uno dei giocattoli più venduto in tutto il commercio italiano. Le differenze dalla versione originale riguardano alcune scene censurate ed alcuni giochi di parole intraducibili, inoltre nella trasmissione su Boing sono state tagliate le parti iniziali degli episodi 35 e 36 in quanto i personaggi dovevano sventare un allarme bomba. Nell'edizione italiana la sigla d'apertura di tutti gli episodi è Yo-kai Watch di Luigi Alberio mentre quelle di chiusura sono Esercizio Yo-kai #1 di Silvia Pinto e Esercizio Yo-kai #2 di Silvia Pinto e Sergente Kuadro. L'anime in Italia non ha raggiunto il successo sperato ed è stato interrotto a meta della stagione 2; ad oggi non è più trasmesso e gli episodi delle due ultime stagioni italiane non sono disponibili online.
Dal 30 marzo al 4 maggio 2017, i primi 26 episodi in italiano sono stati distribuiti in DVD dalla Fivestore nelle edicole a cadenza settimanale, le prime due uscite contengono 5 episodi cadauno mentre le successive 4.
Per qualche anno l'anime è stato presente su Netflix con soltanto la prima stagione, ed è stato rimosso dal catalogo il 15 agosto 2024.

#### Doppiaggio
Il doppiaggio italiano è stato effettuato presso lo studio di doppiaggio Merak Film sotto la direzione di Graziano Galoforo, il quale ha anche adattato i dialoghi assieme a Riccardo Rinaldi. La sincronizzazione ed il mix sono stati svolti da Stefano Di Modugno, mentre le sigle, Yo-kai Watch cantata da Luigi Alberio e Esercizio Yo-kai #1 cantata da Silvia Pinto, sono state adattate da Laura Marcora.
| Personaggio             | Doppiatore originale                                      | Doppiatore italiano                                     |
| ----------------------- | --------------------------------------------------------- | ------------------------------------------------------- |
| Nathan Adams            | Haruka Tomatsu                                            | Patrizia Mottola                                        |
| Katie Forester          | Aya Endō                                                  | Deborah Morese                                          |
| Sandrone                | Tōru Nara                                                 | Fabrizio Valezano                                       |
| Pier                    | Chie Satō                                                 | Annalisa Longo                                          |
| Whisper                 | Tomokazu Seki                                             | Mattia Bressan                                          |
| Jibanyan                | Etsuko Kozakura                                           | Renato Novara                                           |
| Shogunyan               | Etsuko Kozakura                                           | Alessandro Zurla                                        |
| Komasan                 | Aya Endō                                                  | Federica Valenti                                        |
| Komajiro                | Aya Endō                                                  | Monica Bonetto (ep. 1-37) Cinzia Massironi (ep. 38-101) |
| Leofuoco                | Yuko Sasamoto                                             | Massimo Di Benedetto                                    |
| Canom                   | Naoki Bandō                                               | Diego Sabre                                             |
| Dimenticap              | Naoki Bandō                                               | Luca Bottale                                            |
| Malandro                | Naoki Bandō                                               | Massimo Di Benedetto                                    |
| Kyubi                   | Ryōko Nagata                                              | Cinzia Massironi                                        |
| Rivela                  | Chie Satō                                                 | Renata Bertolas                                         |
| Laura Adams             | Ryōko Nagata                                              | Renata Bertolas                                         |
| Denstrostrello          | Ryōko Nagata                                              | Elda Olivieri                                           |
| Giulio Adams            | Tōru Nara                                                 | Massimo Di Benedetto                                    |
| Professor Gianni Florio | Kazehiro Fusegawa                                         | Alessandro Zurla                                        |
| Nonno Fame/Mago         | Tadashi Miyazawa                                          | Riccardo Rovatti                                        |
| Pina & Gina             | Vanilla Yamazaki (Pina) Mika Kanai (Gina)                 | Renata Bertolas (Pina) Cinzia Massironi (Gina)          |
| Cammikappa              | Masahito Yabe                                             | Luca Bottale                                            |
| Lady Collung            | Yuko Sasamoto                                             | Beatrice Caggiula                                       |
| Felicio & Negatina      | Masahito Yabe (Felicio) Ryōko Nagata (Negatina)           | Graziano Galoforo (Felicio) Federica Valenti (Negatina) |
| Danz, Banz e Tanz       | Masahito Yabe (Danz) Tōru Nara (Banz) Ryōko Nagata (Tanz) |                                                         |

## Accoglienza
Nel 2014 il manga originale ha vinto il 38º Premio Kōdansha per i manga nella categoria kodomo. L'anno successivo è stato premiato nella medesima categoria al 60º Premio Shōgakukan per i manga. Sempre nel 2014 l'anime stava per superare Pokémon nella classifiche televisive, finendo per essere paragonato ad esso e soprannominato il "Pokémon Killer".